# Эюкууль
Эюкууль — река на севере Дальнего Востока России, протекает по территории Билибинского района Чукотского автономного округа. Длина реки — 38 км.
Название в переводе с чук. Эюкуул — «ожившая глубокая река».
Берёт истоки в болотах Чаунской низменности, протекает в северо-восточном направлении, в низовьях резко поворачивает на северо-запад и впадает в Восточно-Сибирское море посредине между устьями рек Раучуа и Козьмина.

## Данные водного реестра
По данным государственного водного реестра России относится к Анадыро-Колымскому бассейновому округу.